# Radelchis I
Radelchis I fou príncep de Benevent. Era el tresorer del príncep Sicard de Benevent i fou proclamar pels nobles. El seu govern fou popular especialment per la diferència amb la crueltat dels seus dos antecessors. Benedicti Casinensis i el Catalogus Salernitanus diuen que Sicard va governar 6 anys i 10 mesos el que situaria la seva pujada al poder entre juliol i agost del 839. El seu primer diploma porta data de l'octubre del 839.
Siconulf, germà de Sicard, que estava exiliat a Tàrent, va aprofitar la mort del seu germà per escapar-se i es va dirigir a Conza on el seu cunyat Ursus, el gastald, el va acollir; al mateix temps quatre senyors beneventins, fills de Daulier o Daufier el Xerraire, de noms Romuald, Arichis, Grimoald i Guaifer, oposats a Radelchis, van abandonar Benevent i es van refugiar a Salern, on se'ls van unir altres opositors al nou príncep. Radelchis va enviar tropes contra els rebels però el comandant d'aquestes, Ademar, es va passar als revoltats. Llavors va fer creure que podia lliurar la plaça al príncep i aquest va anar a Salern on sobtadament fou atacat, i els beneventins van patir una seriosa derrota.
Després d'això Siconulf es va poder reunir als rebels. És probable que Salern fos d'alguna manera lleial a la família de Sicó I; fos com fos Siconulf fou reconegut com a príncep teòricament com a sobirà de tot el principat si bé de fet només amb autoritat sobre una part; el seu primer diploma està datat el 841 i es titula « Dei providentia Longobardorum gentis princeps ». En aquest mateix moment Càpua estava revoltada i el seu gastald Landolf es va enfrontar a Radelchis algun dels partidaris del qual foren capturats pel gastald i executats de manera bàrbara. Landolf i Siconulf aviat es van aliar. Siconulf tenia també el suport dels gastalds de Conza (Ursus) i de Acerenza (Radelmond) que eren els seus cunyats. Landolf va aconseguir l'aliança del ducat de Nàpols i d'Amalfi amb ajut dels quals va sotmetre la part llombarda de Calàbria, i la major part de la Pulla; diverses poblacions de la vora de Benevent van caure a les seves mans i una part de la població de la capital es va passar a Siconulf després d'una victòria d'aquest.
Radelchis llavors va demanar ajut als sarraïns que en endavant van assolar les costes d'Itàlia; ja feia temps que els aglàbides de Kairuan que dominaven part de Sicília, feien incursions a la costa italiana fins a Nàpols capturant esclaus. Hi havia diversos grups musulmans establerts a les costes italianes i alguns feia tant de temps que fins i tot s'havien fet cristians. Vers 839 o 840 una expedició musulmana s'havia apoderat de Tàrent i Bríndisi i altres havien assolat les costes de la mar Adriàtica fins a la desembocadura del Po. Per orde de Radelchis, un dels gastalds que li restaven fidels, Pandoni de Bari, va contractar a una banda de sarraïns manada per un llibert berber de nom Khalfun. Els musulmans van acampar a la vora de la ciutat però Pandoni aviat va haver de prendre precaucions contra aquestos mercenaris tan poc fiables, i una nit els sarraïns van entrar a la ciutat massacrant una part de la població i de la guarnició i fent presoners a la resta; Pandoni fou mort torturat i llençat a la mar (840). Bari estava ben fortificada i Radelchis va comprendre que li seria difícil recuperar-la així que va pactar amb els sarraïns que l'havien ocupat i a preu d'or va comprar la seva aliança; llavors els va llençar contra el territori de Càpua que fou devastat; una guarnició sarraïna fou establerta tanmateix a Benevent.
El primer atac conjunt de beneventins i sarraïns contra Siconulf va fracassar. Els contingents de Benevent anaven manats per Ursus, fill de Radelchis; les forces conjuntes van atacar el castell de Canna (la famosa Cannas) però atacats per Siconulf foren derrotats i l'emir Khalfun va perdre quasi tots els seus homes i va tornar a Bari amb un reduït nombre de sobrevivents. Siconulf va cridar com aliats a uns altres sarraïns, els andalusins de Creta, que manats per un tal Abulfar havien ocupat Tàrent. En una batalla a les Forques Caudines els beneventins van aconseguir inicialment la victòria però en el segon atac salernità al mateix lloc els beneventins es van desbandar; altres victòries que van seguir van permetre a Siconulf d'apoderar-se de tota la comarca de Benevent excepte Siponto.
Radelchis va decidir llavors cridar als francs, de fet al seu veí el duc Guiu I de Spoleto emparentat a Siconulf per llaços familiars (la dona de Siconulf, Itta, era parenta de Guiu), fou subornat per l'or beneventí. Un exèrcit de Spoleto va entrar al principat, on no va fer gran cosa; Guiu va evitar barallar-se amb el seu parent i li va prometre fer de mediador i així, oscil·lant entre un i l'altra va aconseguir extorsionar als dos rivals, retornant després al seu ducat. Les escaramusses i matances van retornar entre els dos bàndols especialment a través dels seus auxiliars musulmans.
Siconulf va anar a Roma el 844 i va assistir al coronament de Lluís II el Jove, fill de Lotari I, com a rei d'Itàlia. Sembla que buscava la investidura pel papa Sergi II i també el reconeixement imperial a canvi de la submissió i el pagament de tribut, però les negociacions no degueren tenir un resultat prou satisfactori perquè la guerra va seguir; els pagaments als sarraïns van esgotar el tresor dels prínceps i fou necessari recórrer a les riqueses de l'Església; els tresors de Santa Maria de Salern i de Monte Cassino foren saquejats diverses vegades i la guarnició musulmana de Benevent es va apoderar de diversos objectes de les esglésies locals i va saquejar la comarca de l'entorn.
Siconulf va tenir sempre l'avantatge i es va apoderar de quasi tot el principat. Radelchis apareix tractant com a país enemic el territori dependent de Monte Cassino, la ciutat d'Isèrnia, el castell de San Vito, i les viles de Telese, d'Aquino, Arce, Acerenza i Conza. Se sap també que Trani estava en mans de Siconulf. Aquest finalment, amb el suport dels llombards de Càpua i dels grecs de Nàpols els que van decidir cridar en ajut a Lotari I que va acollir la petició favorablement segurament veient una ocasió d'assegurar-se la submissió del principat i l'eliminació dels sarraïns que el 846 s'havien apoderat temporalment de Roma incendiant la basílica de Sant Pere. A finals del 847 Lluís II, d'acord amb el seu pare Lotari I, va decidir una expedició pels inicis del 848; sota comandament de Lluís II el Jove hi van participar contingents de Borgonya, Provença i França reunits el 25 de gener del 848 a Pavia. Es van dirigir cap a Benevent sense saquejar el país; una esquadra aportada per Venècia i el Papa, havia de sortir de Venècia i Ravenna i reunir-se amb l'exèrcit a Larino. Com que l'enemic principal eren els sarraïns, calia obtenir el suport dels prínceps i nobles llombards. Pere, bisbe d'Arezzo, i Guiu de Spoleto, dirigien el contingent que va entrar al principat de Benevent en combinació amb les forces del duc Sergi de Nàpols. S'havia de forçar la pau entre Benevent i Salern.
L'expedició fou un èxit; els francs van aconseguir diverses victòries sobre els sarraïns i la guarnició de Benevent manada per Massar, abandonada pel príncep, fou entregada a Lluís II que els va fer matar a tots (12 de maig del 848). Amb la mediació dels missi francs, del dux Sergi i potser del mateix emperador, un tractat de pau entre Radelchis i Siconulf fou imposat (probablement l'estiu del 849); el tractat repartia entre els dos rivals l'antic principat en el que Siconulf va obtenir la millor part, potser pel seu parentiu amb Guiu de Spoleto. sembla que els dos prínceps van reconèixer la sobirania imperial, però els tractes particulars amb Lluís II no es coneixen. Radelchis reconeixia a Siconulf el títol de príncep, amb dret a transmetre el principat i li cedia la sobirania de 16 gastaldats; es comprometia a mantenir la pau i respectar la possessió pacífica del territori rival i a no fer aliança amb els sarraïns. Es van regular els drets de les persones, nobles i dominis de cadascun en terres de l'altra i de les abadies palatines que feien part dels dominis fiscals del príncep; la resta de dominis eclesiàstics es mantenien sense canvi dins el territori en el que havien quedat. La part de Siconulf es va dir principat de Salern i formà més tard els dos principats de Salern i de Càpua, abraçant tota la part sud de l'antic principat; era més gran que la part de Radelchis I però estava més exposada als atacs de grecs i musulmans; el formaven els gastaldats de Tàrent, de Cosenza, de Cassano, de Larino, d'Altojanni i de Conza, les viles de Sora, Arpino, Aquino, Ponte Corvo, Teano, Sessa i Caiazzo (totes aquests viles de fet quedaven sota autoritat de Landolf de Càpua). Radelchis dominava la resta arribant al sud fins a Frigento i llavors la frontera es dirigia cap al sud, deixant Montella a Siconulf, per seguir cap al nord-oest (cap a Monte Vergine) passant entre Avellino, que era de Benevent, i Sarno, que era de Salern, amb Rota i Nola; passava per Sant'Angelo a Cerro, no lluny de Cervinara, deixant a Salern el lloc de Furcula, prop d'Arpaia, llavors capçalera d'un gastaldat, i seguia la línia de les muntanyes entre les viles de Caserta i de Sant'Agata, per anar a trobar al nord-est de Sora la frontera dels dominis Pontificis (849). Siconulf va morir entre octubre i desembre del 849.
Vers el 851 els sarraïns de Bari, reforçats amb nous contingents musulmans, van començar a atacar altre cop la Itàlia meridional, tant Benevent com Salern i Càpua. Bassaci, abat de Monte Cassino, i Jaume, abat de Sant Vicenç de Volturno, foren enviats a l'emperador Lotari per la gent de Capua, per oferir una submissió completa als francs a canvi de l'enviament d'un exèrcit de protecció i de combat contra els musulmans. Lotari I va respondre afirmativament i el 852 un exèrcit franc manat per Lluís II el Jove es va dirigir a Bari on Mufàrraq ibn Sal·lam havia succeït feia poc a Khalfun. Mufàrraq ibn Sal·lam només és esmentat per les fonts llatines, i es diu que va enviar una petició al califa abbàssida i al governador d'Egipte per ser reconegut com a valí, governant Bari i la Pulla en nom del Califat, però de moment no va obtenir resposta. Va ampliar el territori musulmà a la Pulla a costa de Salern. L'exèrcit de Lluís II va derrotar les forces de Mufàrraq i va poder arribar als peus de les muralles de Bari però no va passar d'aquí i no va obtenir doncs cap avantatge decisiva; una bretxa oberta a les muralles no fou aprofitada quan Lluís II va dubtar a donar l'orde d'assalt i els defensor van poder tapar el forat; és possible que al fracassar els seus aliats llombards de Càpua haguessin abandonat a Lluís II i aquest va considerar inútil continuar i va abandonar Bari marxant a Salern on regnava Sicó II, fill de Siconulf que era menor d'edat, al costat del qual va imposar un tal Pere (vers març de 852) com una mena de príncep regent i poc després (vers el desembre del 853 almenys) a Ademar, fill de Pere, que amb permís de Lluís II va eliminar a Sicó II i va quedar sol al tron.
El 851 va morir Radelchis i el va succeir el seu fill Radelgar.